# Roberto Lerici (calciatore)
Roberto Lerici (Rivarolo, 30 aprile 1924 – Atene, 5 marzo 2004) è stato un allenatore di calcio e calciatore italiano, di ruolo centrocampista.

## Carriera

### Giocatore
Dopo aver iniziato la carriera nel Derthona passa alla Sarzanese, venendo notato come cannoniere; passa quindi allo Spezia, giocò nel Pisa, da cui fu ceduto all'Inter, con un ingaggio che all'epoca fu ritenuto parecchio alto, che in quegli anni sfiorava lo scudetto; la militanza fu deludente perché «trovò la strada sbarrata dagli svedesi» militanti nella squadra milanese durante quelle stagioni, venendo quindi ceduto all'A.CI.VI. Vicenza distinguendosi per le capacità realizzative da cui passò all'Alessandria, quindi al Marsala, con cui concluse la sua carriera.

### Allenatore
Lasciato il calcio, allenò il Marsala e successivamente il Lanerossi Vicenza, dopo essere stato scoperto dall'allora presidente della squadra; con i veneti ottenne il prestigioso premio del Seminatore d'Oro a 37 anni per la stagione 1960-1961, diventando l'allenatore più giovane di quella stagione, con giocatori in rosa più anziani di lui. A Vicenza volle al suo fianco il giovane tecnico Manlio Scopigno che gli subentrò quando lasciò la squadra.
Allenò poi Sampdoria, per sole tre partite del campionato 1962-1963 e Napoli, appena retrocesso e con problemi economici che alla fine della stagione porteranno la società campana a trasformarsi da Associazione Calcio Napoli a Società Sportiva Calcio Napoli. La società era di proprietà di Achille Lauro ma retta da Luigi Scuotto che successivamente si farà aiutare da Roberto Fiore; Lerici non riuscì a costruire una squadra competitiva, venendo esonerato alla venticinquesima giornata e sostituito da Giovanni Molino, sino ad allora allenatore in seconda.
Fu quindi la volta di Genoa, dove esordì con una prestazione negativa della squadra contro il Mantova. Fu quindi alla guida di Arezzo, Venezia e Como, dove fu sostituito da Maino Neri. Ricoprì in seguito anche il ruolo di responsabile tecnico dei settori giovanili di Sampdoria e Genoa.
Morì ad Atene, città natale della moglie il 6 marzo 2004.
Viene ricordato per aver favorito la carriera di Manlio Scopigno, Gianni Mura scrive in materia:

## Palmarès

### Allenatore

#### Club
- IV Serie: 1

Marsala: 1956-1957

#### Individuale
- Seminatore d'oro: 1

1960-1961